# Corte Alta
La Corte Alta è l'antico palazzo ducale di Fossombrone, così chiamata per distinguerla dall'altra residenza ducale nella medesima città. Fu fatta costruire dal duca Federico da Montefeltro a partire dal 1464, in stile rinascimentale, su preesistenti costruzioni medievali. È sede del Museo archeologico - Pinacoteca civica "Augusto Vernarecci".

## Storia
La costruzione dell'edificio fu iniziata nel XIII secolo e rimaneggiata per volere del Duca Federico da Montefeltro con interventi di Luciano Laurana, Francesco di Giorgio Martini e Girolamo Genga. La parte centrale dell'edificio in principio gotica fu trasformata in stile rinascimentale con l'apertura di finestre e sedili su colonnine e stipiti in pietra, il soffitto di legno fu modificato a carena di nave e i pavimenti rifatti sul modello di quelli del Palazzo Ducale di Urbino. Nel 1508 vi morì il duca Guidobaldo da Montefeltro che la elesse quasi a sua dimora abituale. Il palazzo era abbellito anche da tre giardini, il pomario sul lato meridionale a valle, uno a compartimenti nella parte a monte e un altro nel cortile interno.
Pregevole è anche la sala del trono detta anche del teatro ducale, ovvero la grande sala del piano nobile sul lato occidentale, usata per le funzioni istituzionali e di rappresentanza della corte ducale, ma anche per finalità culturali e di piacere, come le rappresentazioni teatrali, a partire dagli inizi del XVI secolo fino alla devoluzione del Ducato alla Santa Sede (1631). Il salone era decorato da un soffitto a cassettoni e da un monumentale camino, Guidobaldo da Montefeltro fece aggiungere anche un elegante vestibolo, posto alla fine di un porticato (scomparso), che collegava il cortile d'onore con quello del teatro. Purtroppo questi abbellimenti sono scomparsi, sopravvivono solo alcune tracce di pitture murali sulla parete di fondo della grande sala, riproducenti delle vedute urbane, possibile scenografia per le rappresentazioni teatrali.
La sala del trono o del teatro ed il vestibolo ospitano le collezioni del museo archeologico, invece le restanti sale del piano nobile nel corpo meridionale, con ingresso indipendente a monte, ospitano le collezioni della pinacoteca civica.

## Descrizione
Il palazzo sorge sulle pendici del colle della Cittadella e si sviluppa con una pianta ad angolo retto. Si presenta esternamente con murature in pietra a vista. Il corpo principale è rivolto a valle, delimitato da due parti più alte, di cui una, quella orientale, è coronata sulla sommità da una loggia, composta da cinque arcate verso sud (oltre ad un'altra sul lato orientale), con soffitto a capriate, da cui osservare un ampio panorama sulla città e sulla vallata. L'estremità occidentale è dominata al livello del piano nobile dalla sala del trono e dall'attiguo vestibolo, da questa parte si sviluppa l'ala perpendicolare al versante collinare, più ridotta, con l'ingresso principale del palazzo. L'unico giardino sopravvissuto è quello che si sviluppa lungo l'intera estensione della facciata meridionale a valle, con una pianta rettangolare e sorretto a valle da poderose murature. Il palazzo si sviluppa su tre piani, compatibilmente col dislivello del versante collinare, a partire da un piano terra, un ammezzato ed il piano nobile. Sul lato occidentale il dislivello è ben evidente, tanto da creare due piani, uno inferiore corrispondente all'ingresso principale, con porta ad arco a tutto sesto, sovrastato dalle quattro grandi finestre (oltre ad un'altra verso sud) del vestibolo antistante alla sala del trono o del teatro, invece il piano superiore corrisponde al cortile del teatro. Quest'ultimo cortile, da cui si accede al vestibolo sopraddetto, si sviluppa verso ovest ed è separato dal cortile d'onore, con cui è direttamente comunicante, dall'ala occidentale del palazzo. Il cortile d'onore si trova tra il blocco meridionale a valle ed il versante collinare, quest'ultimo è delimitato da un muro di contenimento, che un tempo sorreggeva un altro giardino. Alcune sale del piano nobile conservano soffitti rivestiti da decorazioni lignee.